# 気門

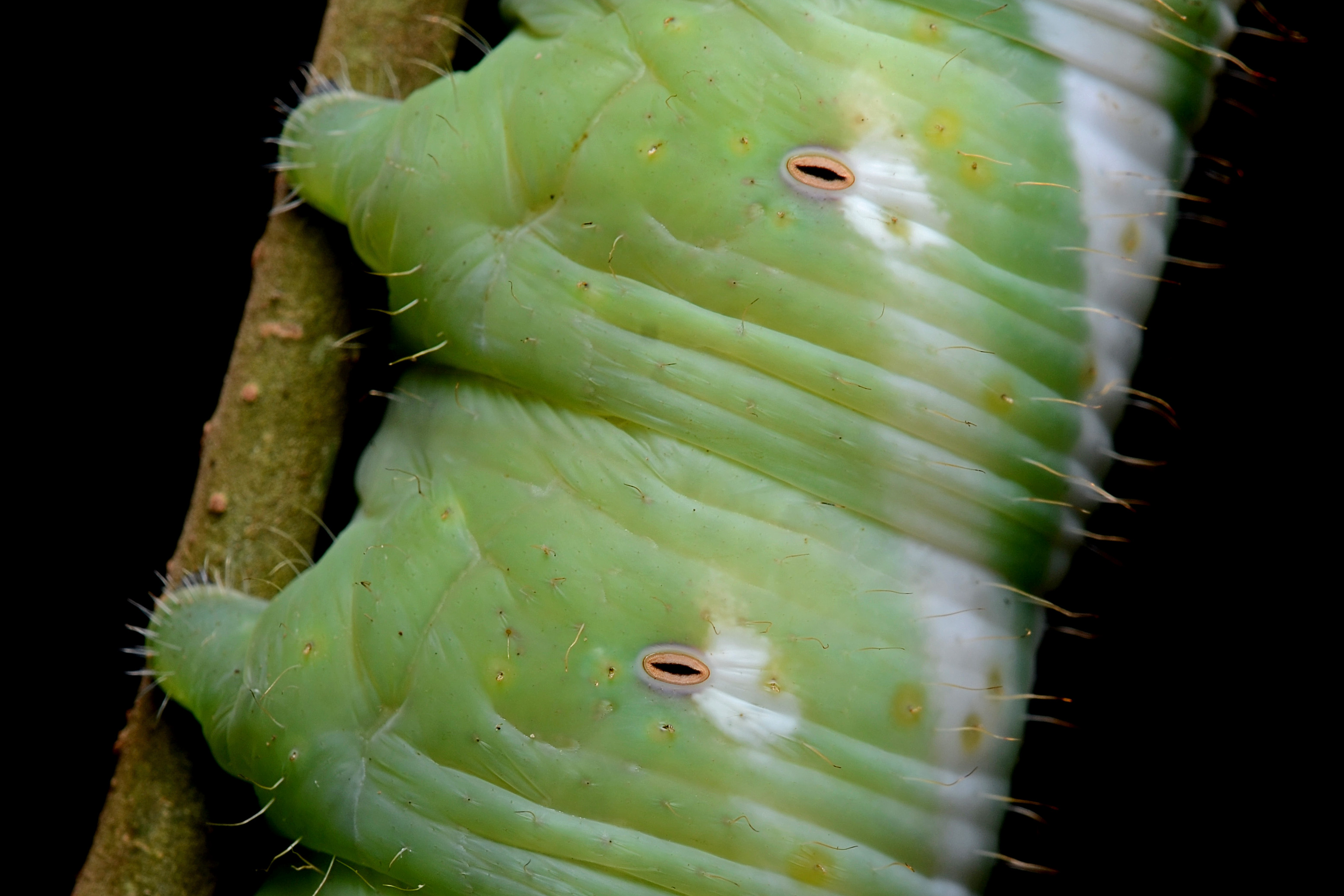
イモムシの体節側面の気門

気門（きもん、英語: spiracle, stigma, 複数形: stigmata）とは、節足動物などの体表に付属した穴、気管系・書肺など体内の呼吸器に繋がった空気の出入り口である。

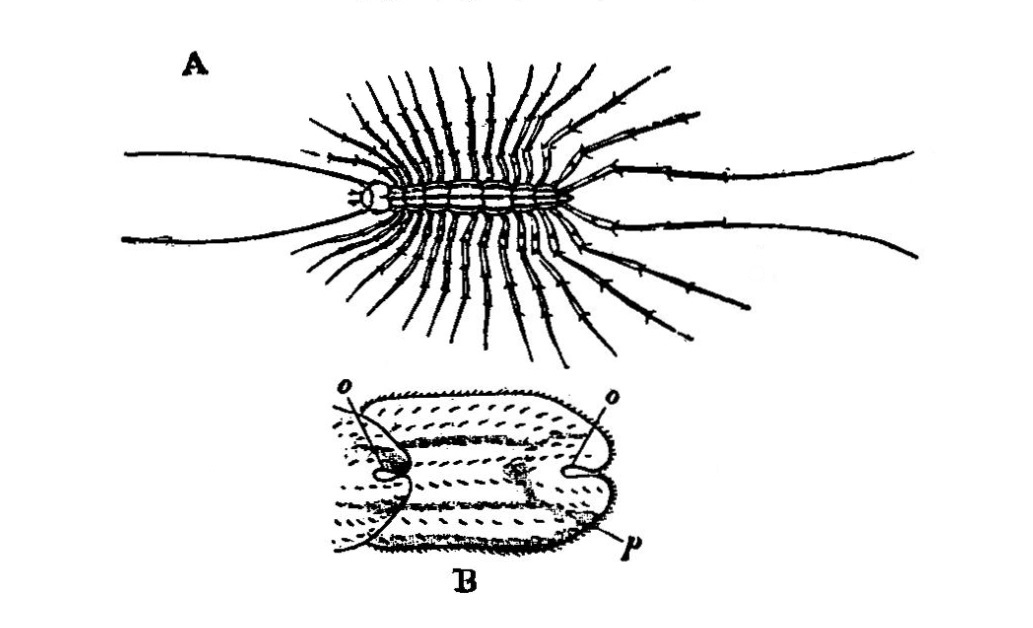
ゲジの背板の気門（O）

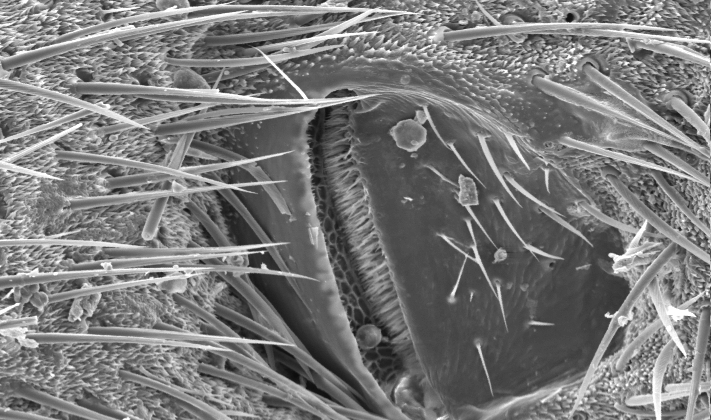
コオロギの気門の弁状構造

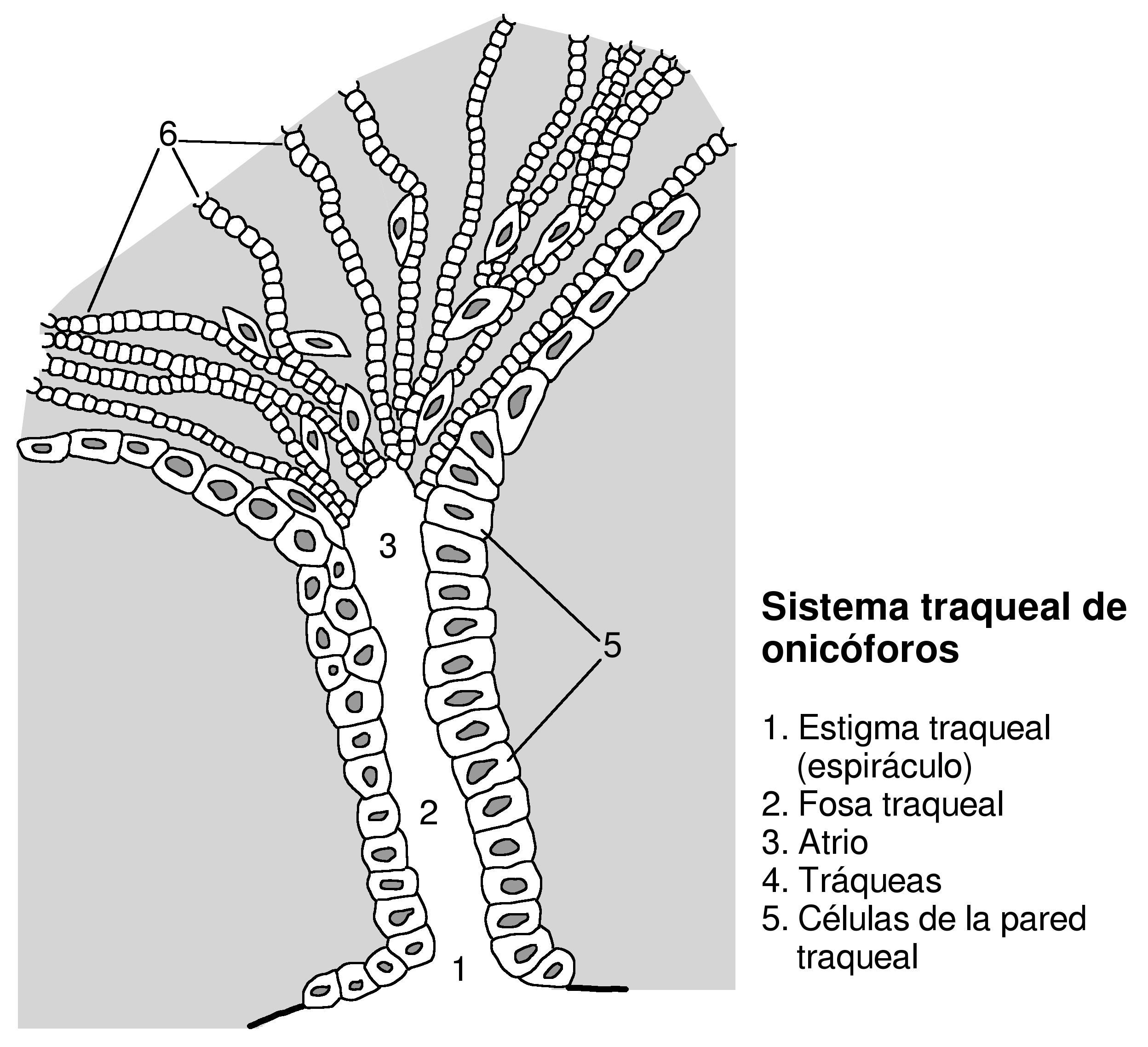
カギムシの気管系（1: 気門）

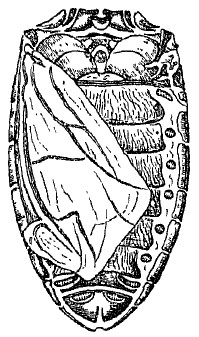
甲虫の腹部の気管系気門（右一例の黒丸）
クモの気門（16：書肺気門、18：気管系気門）
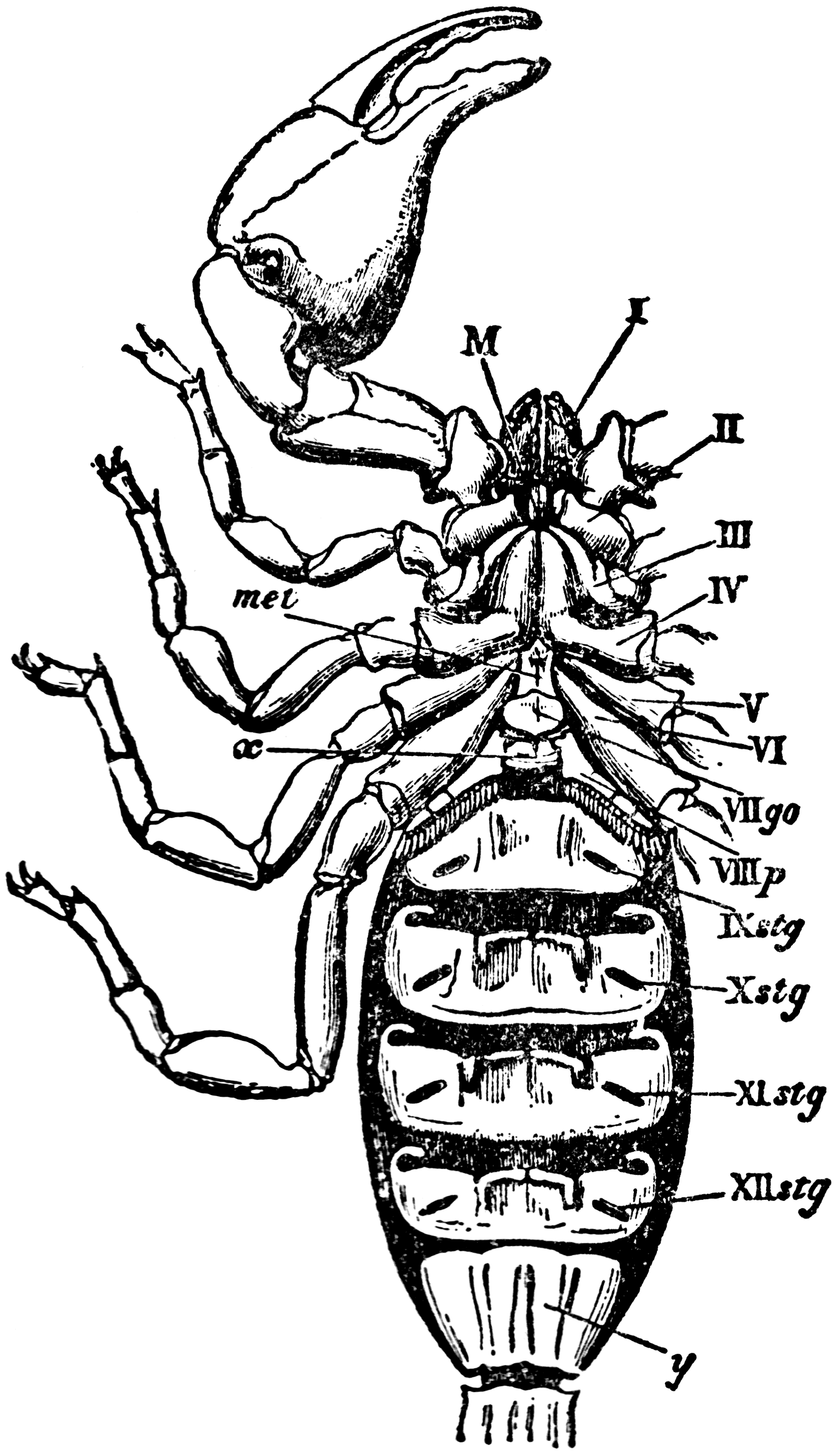
サソリの書肺気門（IX-XIIstg）

気管系や書肺で呼吸し、空気を介してガス交換を行う節足動物は全般的に気門をもつ。体節に応じて配置され、その位置と数は様々である。昆虫は各胸節とほとんどの腹節につき1対、ムカデは多くが2胴節につき1対、ヤスデはほとんどの重体節につき2対、コムカデは頭部に1対の気門が開く。クモガタ類の気門は主に後体に集中し、サソリとアシナガダニに4対、カニムシ・ウデムシ・サソリモドキ・一部のクモ（ハラフシグモ・トタテグモ下目・基盤的なクモ下目）に2対、ザトウムシに1対をもつ。しかしクツコムシと一部のダニは前体に1対、ヒヨケムシは前体に1対と後体に2対の気門が開く。なお、気管系をもつ一部の水生昆虫（カゲロウの幼虫・トビケラの幼虫など）は気門が封鎖し、代わりに水中呼吸用の気管鰓（tracheal gill）をもつ。
気門は原則として上述の通り対になって並んでいるが、対になっておらず、体節の真ん中に1つだけの例もある。例えばゲジは背面の背板ごとに1つ、一部のクモ（クモ下目の大部分）は後体第3節の腹面に1つ、ヒヨケムシは後体第5節腹面に1つの気門が開く。このような気門は対になった気門とは別起源、もしくは元々1対だった気門から癒合したものだと考えられる。
昆虫の場合、気門のすぐ裏に弁状の構造（valve）があり、開閉を行える。
節足動物と同じく汎節足動物である有爪動物（カギムシ）は単調な気管系に繋がる気門をもつが、節足動物のような対応関係はなく、体表の所々に散在する。